# 愛媛県立道後動物園
愛媛県立道後動物園（えひめけんりつ どうごどうぶつえん）は、愛媛県松山市にかつて存在した愛媛県立の動物園。

## 沿革
- 1953年（昭和28年）10月 - 道後公園内に児童福祉施設として開園[3]。
- 1987年（昭和62年）10月21日 - 都市化の進行により建物が密集したことで動物の生態に適さないことと施設の拡張が難しくなったため、閉園[3][6]。
- 1988年（昭和63年）4月 - 伊予郡砥部町の愛媛県総合運動公園内に新たに建設された愛媛県立とべ動物園に移転して開園[6]。

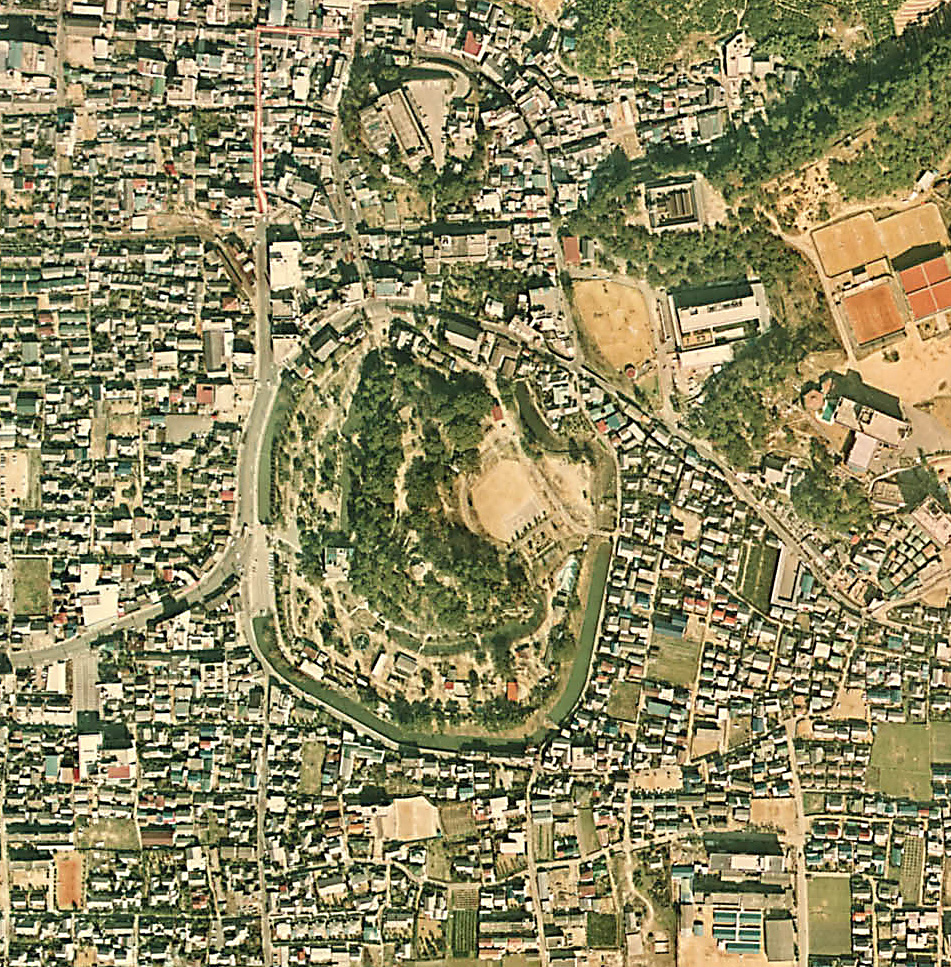
道後公園内にあった動物園の航空写真（1974年）

## 代表的な飼育動物
- ニホンカワウソ - 世界の動物園で初めて一般展示した[4][7]。1956年 - 1969年まで、6匹のニホンカワウソを飼育[5][8]。